# Beltrán I de Baux
Beltrán de Baux (Castillo del Balzo, 1137 - 5 de abril de 1181) fue el tercer hijo de Raimundo Rambaud del Balzo y Estefanía de Gévaudan. Fue el primer príncipe de Orange y recuperó el señorío de Baux que se encontraba ocupado por el conde de Barcelona. Se casó con una trovadora de noble cuna llamada Tiburge, hija de Tiburge I de Orange y Guillermo de Aumelas, condes de Orange. Con quien tuvo 5 hijos.

## Títulos nobiliarios
A finales del siglo XII, el Sacro Imperio Romano Germánico se encontraba en su punto álgido, al mismo tiempo las ciudades-estado del norte de Italia que dependían del Imperio alcanzaban una cada vez mayor autonomía, en virtud de la prosperidad económica que allí reinaba. En estas circunstancias, en 1171 el emperador Federico I decidió cederle al Condado de Orange la autonomía nominal y elevarlo al título de Principado. A su vez designó como titulares del mismo a Beltrán y Tiburge, finalizando así con la dinastía de la Primera casa de los condes de Orange-Niza. El último conde de dicha familia fue el trovador Raimbaut de Orange, hermano de Tiburge, quien estaba al frente del mismo desde que muriera su madre en 1150, pero desde 1160 se dedicaba casi exclusivamente a sus composiciones artísticas. Tras la muerte del mismo, ocurrida en 1173, Beltrán y Tiburge asumieron el título de manera oficial.
En 1175, mediante un acuerdo con Ramón Berenguer, consigue recuperar el Señorío del Balzo para su familia, tras trece años de ocupación de la Casa de Barcelona como resultado de las Guerras Balcenques. Este hecho fue vital para evitar la completa extinción de la Casa del Balzo. Dado que su hermano Hugo, legítimo señor del Balzo, rechazó el honor, Beltrán hereda el título. A su vez, en 1177 obtiene varios privilegios del emperador, entre ellos el poder acuñar monedas (de oro, plata o estaño) y desplegar insignias, en la región comprendida entre los Alpes y el Ródano, y entre el Río Isere y el Mar Mediterráneo.

## Su familia
Según consta en el testamento de Raimundo IV de Tolosa (firmado en Mont Pèlerin el 31 de enero de 1105), Raimundo, el padre de Beltrán, participó junto a él en la Primera Cruzada. Raimundo era un hombre muy rico, fue señor de 79 sitios entre villas, comunas, castillos y plazas fuerte, que en conjunto eran conocidas en su época como las tierras Balcenques.

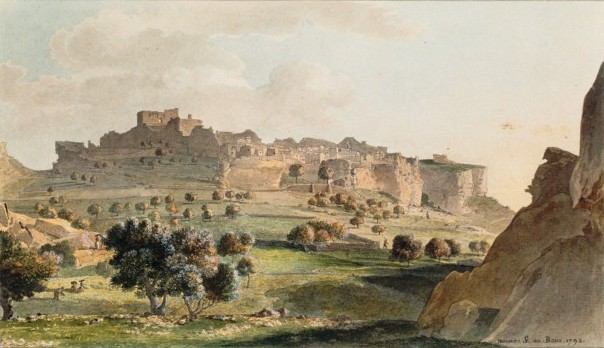
Castillo del Balzo, óleo de 1792.

El nombre de Raimundo ya aparece en una carta fechada en 1091, donde dice que Guillermo del Balzo donó una propiedad para la construcción de la Iglesia de San Trófimo en Arlés, en consentimiento con su esposa Vierne y sus hijos Hugo y Raimundo.
Raimundo se casó con Estefanía en 1116. Ambos figuran como «hijos» de Guillermo del Balzo en una carta de donación al priorato de San Gil para la Orden Hospitalaria de San Juan de Jerusalén en mayo de 1121. Raimundo es visto como el fundador de la Abadía de Silvacane, pero fue Beltrán quien comenzó su construcción. Por obra de su hijo, el cuerpo de Raimundo yace en dicha abadía.
Estefanía era hija de Gilberto I de Gévaudan, vizconde de Millot y Lodeva, conde de Gévaudan y, merced a su casamiento con Gerberga de Provenza, conde de Provenza. Ella era hija de Godofredo I de Provenza, hermano de Ramón Berenguer III, conde de Barcelona. Estefanía cedió el señorío del Berre a su hermana Dulce en 1116; mas al morir ella (en 1127), los territorios pasaron a su marido que reclamó para sí el Condado de Provenza, lo que dio origen a las Guerras balcenques (1144-1162). Durante 18 años se enfrentaron las casas del Balzo y Barcelona, culminando el conflicto, pese a la gran resistencia local, con el traspaso de la mayor parte de los territorios provencianos a manos de la Casa de Barcelona. Éste sería el primer avance de dicha dinastía sobre las costas del Mar Mediterráneo.

## Vida

### Primeros años

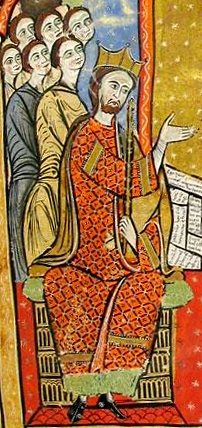
Alfonso II de Aragón retratado en el.

La mayor parte de su juventud trascurrió durante al trascurso de las Guerras balcenques, pues el conflicto armado comenzó teniendo él 7 años.
De su infancia no se conservan datos, pues los registros más antiguos suyos que existen hacen referencia a su presencia pública, la cual comienza tras la muerte de su padre en 1150. Raimundo realizó ese año un viaje a Barcelona junto a su esposa, sus hijos y el padre de Estefanía. Allí firmó el armisticio al primer conflicto armado de las Guerras balcenques junto con Ramón Berenguer IV, el conde de Barcelona. Pero el esfuerzo le costó la vida, muriendo durante el viaje de regreso a Provenza. Dicho episodio es contado en una carta que se conserva en la Biblioteca Sebusiana, con fecha del 5 de julio de 1156. También existe una carta de ese mismo año que autoriza a los monjes de Boscodon a asentarse en tierras balcenques, la cual es firmada por los tres hermanos mayores (Hugo, Guillermo y Beltrán), lo que hace suponer que fue después de la muerte de Raimundo. De las mismas se deduce que Beltrán aún no se había casado. Mientras que en el testamento de Raimbaut de Orange, fechado en 1173 (Raimbaut murió el 10 de mayo de ese mismo año), ya se los menciona como esposos. Lo que da un margen posible para la fecha de su matrimonio, aunque no se la conozca a ciencia cierta, siendo más probable que haya sido cerca de 1150. A partir de esa época la figura de Beltrán iría cobrando importancia.
Beltrán mandó levantar un castillo militar fortificado que sustituya al viejo castillo del Balzo como principal baluarte defensivo, ya que el conflicto precedente había demostrado que era necesaria una fortaleza más segura. Para ello se construyó el castillo de Courthézon, el cual se encuentra en la cima de una colina donde la mitad de su perímetro da directo a las rocas, con el fin de dificultar su acceso. Lo doto de un foso, almenas de mucho porte, un puente levadizo y un pozo de 34 m de profundidad. También hizo construir en las inmediaciones la capilla de Saint-Turquoise, ubicada sobre una colina dominante en el pueblo de Suze.
Un hombre importante en la reconciliación entre la Casa del Balzo y los príncipes de Aragón fue el joven Alfonso II. En los últimos años del conflicto, Beltrán y parte de su ejército fueron sitiados en el castillo de Albaron. Al verse atrapado y sin posibilidades de hacer frente a un asedio de larga duración, ordenó salir al encuentro del ejército sitiador. Alfonso al ver que vencerían fácilmente y el castillo caería, tomó a Beltrán y en su propia montura lo sacó inmediatamente del campo de batalla. En aquella época era considerado digno de un caballero el no permitir que otro cayera en desgracia y le perdonó la vida. No pidió rescate por él, simplemente lo dejó en libertad. Poco después Beltrán se reuniría con sus tropas y recuperarían la ciudad de Arlés, pero la guerra ya se decantaba para el lado enemigo. A partir de dicho acontecimiento, Alfonso intervendría activamente para lograr la paz y la reconciliación entre las casas señoriales y sería considerado por Beltrán un amigo que siempre podría solicitarle ayuda si lo necesitara.
Finalizado el conflicto, la situación se fue estabilizando lentamente. Raimbaut de Orange (a quien se le atribuye el libro La maestría del amor) murió sin hijos, de allí que todas sus posesiones pasaran a su hermana y, eventualmente, a su esposo.

### Príncipe de Orange
Tiburge continúa con las costumbres trovadoristas de Raimbaut y el castillo de Courthézon pasa a ser un sitio de reunión frecuente de la nobleza local, incentivado por el agrado de Beltrán de ser anfitrión en tales tertulias.

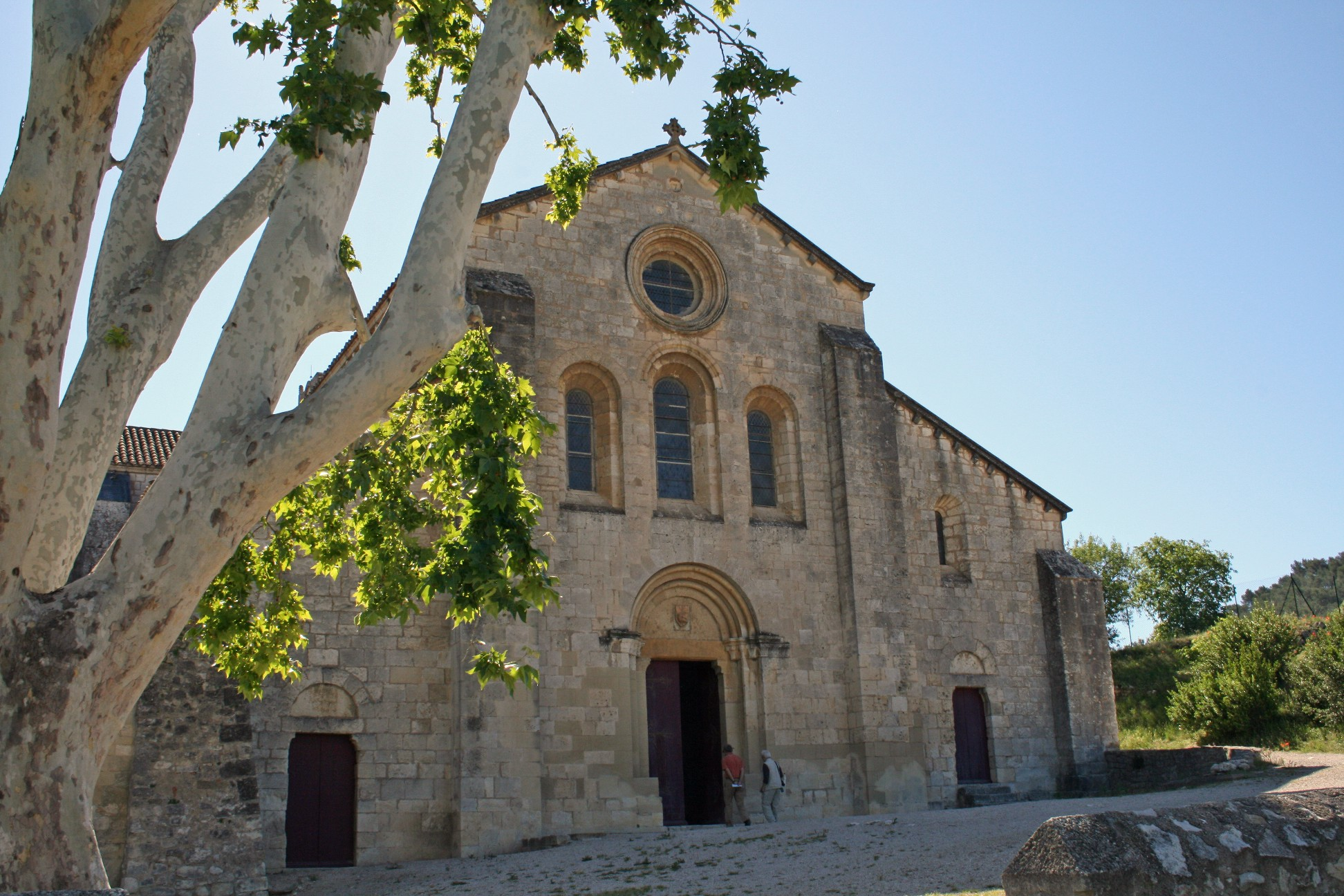
Fachada de la abadía de Silvacane.

En 1175 se emprende la construcción del lugar donde se le enterrará, la abadía de Silvacane, que se finalizará en 1230 bajo la supervisión de su hijo Hugo. Presenta en el interior altas naves cubiertas con bóvedas de medio punto, que se basan en potentes apoyos cruciformes. Es digno de observar también los motivos de una enorme precisión que componen sus capillas. Otras abadías que construyó y ricamente adornó fueron Saint-Victor, Frigolet y Montmajour, todas ellas de un típico estilo románico.
Su hermano Hugo, no queriendo ser vasallo del rey de Aragón, prefirió el exilio en Cerdeña hacia 1177, dónde moriría dos años después. En cambio Beltrán se instaló en el castillo del Balzo y quedó como el nuevo señor del Balzo. Según otras fuentes, es en 1175 que él recupera el señorío, antes de la partida de su hermano.
El 30 de julio de 1178, el emperador fue coronado rey de Arlés en la Catedral de San Trófimo por el arzobispo Raimundo de Bolena. Durante ese tiempo, Beltrán lo recibió en su castillo y obtuvo del emperador la confirmación como príncipe de Orange, el derecho a portar sus armas, a usar sus prerrogativas y a portar corona o cualquier insignia de soberanía, con la única excepción de no poder usar una corona cerrada. Francisco adopta esa postura (la de que solo él pueda portar una corona cerrada) para distinguirse de los príncipes no soberanos, duques y condes que también tiene derecho a llevarla y lo hacen grabar en sus monedas. Tras ello, Beltrán se colocó inmediatamente bajo la soberanía del emperador y cumplimentó el pago de las regalías correspondientes.
Existe un registro de diciembre de ese año de una donación de Beltrán del Balzo, en consentimiento con su esposa Tiburge e hijos, a la Abadía de Franquevaux en la diócesis de Nimes.
Al ser Beltrán príncipe de Orange, el conde de Tolosa pasa a ser vasallo suyo, en calidad de marqués de Provenza, lo que genera un malestar que se acentuará con el tiempo, debido a que le debía cierto homenaje.

### Muerte

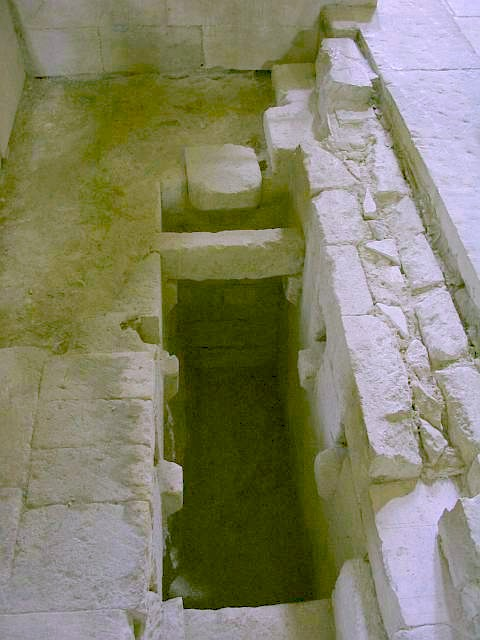
Tumba de Beltrán del Balzo en la Abadía de Silvacane.

Existen varias hipótesis sobre su muerte. Según la tradición, Beltrán fue asesinado junto a Ramón Berenguer IV de Provenza por orden de Raimundo V de Tolosa; de quien era vasallo, sobre cuya autoridad se había revelado y principalmente a causa del gran poder que estaba acaparando; durante la pascua de 1181. Para Arthur Engel, fue asesinado en una emboscada durante la guerra contra Montpellier; durante la Semana Santa de 1183. Según otras fuentes murió portando los hábitos monacales en algún momento de 1181, basados principalmente en el hecho de que fue enterrado con dicha investidura. Lo seguro es que fue sepultado en la Abadía de Silvacane y que existe un rollo mortuorio suyo, fechado el 31 de octubre de 1181, con las conmemoraciones de doscientas veintinueve instituciones religiosas.
Tras su muerte, el principado fue compartido por su esposa y su hijo mayor quienes cedieron la mayor parte de sus propiedades a los hospitalarios de Jerusalén.

## Numismática

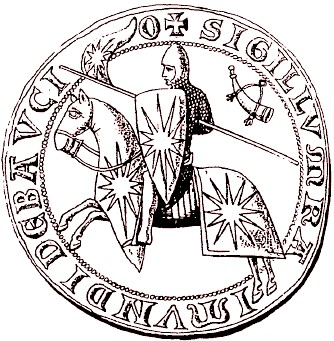
Moneda del siglo XII con la efigie de Raimundo del Balzo.

Se conocen monedas anónimas del Principado de Orange con la leyenda Princeps, que llevan una L cruzada, exactamente igual a las acuñadas en Lyon. Para M. Cartier son las primeras pruebas de acuñación de moneda en esa zona. Dichas piezas pueden ser atribuidas tanto a Beltrán del Balzo como a su hijo Guillermo.
Por el estilo y el trabajo, son idénticas a las monedas provenzales fabricadas al final del siglo XII y al dinero de los condes de Tolosa. En ellas se puede leer Raimundi de Bauci en una cara e Imperator Frederick en la otra. También llevan grabados el sol, la luna y hay partes donde inscriben su título de marqués de Provenza. Muy probablemente salieron de los talleres de Pont-de-Sorgues u otras ciudades del marquesado.
El emperador al conceder a pequeños príncipes el derecho de acuñar moneda debe imponerles algunas reservas, dando prueba de su dependencia al Imperio y de su inferioridad frente a los grandes Estados, en medio de los cuales a veces se enclavan. El nombre del emperador aparece sobre las monedas acompañado de la carta inicial del nombre del príncipe, más o menos disimulada, hasta que una mayor independencia de los señores de Orange hará que sus nombres se vean totalmente iguales y, más tarde aún, hagan grabar sus rostros, imitando siempre la forma de las monedas de mayor jerarquía.

## Ancestros
| \| \| \| \| \| \| \| \| \| \| \| \| \| \| \| \| \| \| \| \| 16. Poncio II de Fox \| \| \| \| \| \| \| \| \| \| \| \| \| \| \| \| \| \| \| \| \| \| \| \| \| \| \| \| \| \| \| \| \| \| \| \| \| \| \| \| \| \| \| \| \| \| \| \| \| \| \| \| \| \| 8. Hugo I del Balzo \| \| \| \| \| \| \| \| \| \| \| \| \| \| \| \| \| \| \| \| \| \| \| \| \| \| \| \| \| \| \| \| \| \| \| \| \| \| \| \| \| \| \| \| \| \| \| \| \| \| \| \| \| \| 17. Profecta de Mariñán \| \| \| \| \| \| \| \| \| \| \| \| \| \| \| \| \| \| \| \| \| \| \| \| \| \| \| \| \| \| \| \| \| \| \| \| \| \| \| \| \| \| \| \| \| \| \| \| \| \| \| \| \| \| 4. Guillermo del Balzo \| \| \| \| \| \| \| \| \| \| \| \| \| \| \| \| \| \| \| \| \| \| \| \| \| \| \| \| \| \| \| \| \| \| \| \| \| \| \| \| \| \| \| \| \| \| \| \| \| \| \| \| \| \| 18. Guillermo I de Agoult \| \| \| \| \| \| \| \| \| \| \| \| \| \| \| \| \| \| \| \| \| \| \| \| \| \| \| \| \| \| \| \| \| \| \| \| \| \| \| \| \| \| \| \| \| \| \| \| \| \| \| \| \| \| 9. Inauris de Apt \| \| \| \| \| \| \| \| \| \| \| \| \| \| \| \| \| \| \| \| \| \| \| \| \| \| \| \| \| \| \| \| \| \| \| \| \| \| \| \| \| \| \| \| \| \| \| \| \| \| \| \| \| \| 19. Adelaida de Reillanne \| \| \| \| \| \| \| \| \| \| \| \| \| \| \| \| \| \| \| \| \| \| \| \| \| \| \| \| \| \| \| \| \| \| \| \| \| \| \| \| \| \| \| \| \| \| \| \| \| \| \| \| \| \| 2. Raimundo del Balzo \| \| \| \| \| \| \| \| \| \| \| \| \| \| \| \| \| \| \| \| \| \| \| \| \| \| \| \| \| \| \| \| \| \| \| \| \| \| \| \| \| \| \| \| \| \| \| \| \| \| \| \| \| \| 5. Vierne \| \| \| \| \| \| \| \| \| \| \| \| \| \| \| \| \| \| \| \| \| \| \| \| \| \| \| \| \| \| \| \| \| \| \| \| \| \| \| \| \| \| \| \| \| \| \| \| \| \| \| \| \| \| 1. Beltrán I del Balzo \| \| \| \| \| \| \| \| \| \| \| \| \| \| \| \| \| \| \| \| \| \| \| \| \| \| \| \| \| \| \| \| \| \| \| \| \| \| \| \| \| \| \| \| \| \| \| \| \| \| \| \| \| \| 24. Ricardo II de Millau \| \| \| \| \| \| \| \| \| \| \| \| \| \| \| \| \| \| \| \| \| \| \| \| \| \| \| \| \| \| \| \| \| \| \| \| \| \| \| \| \| \| \| \| \| \| \| \| \| \| \| \| \| \| 12. Bérenguer II de Millau \| \| \| \| \| \| \| \| \| \| \| \| \| \| \| \| \| \| \| \| \| \| \| \| \| \| \| \| \| \| \| \| \| \| \| \| \| \| \| \| \| \| \| \| \| \| \| \| \| \| \| \| \| \| 25. Rixenda de Narbona \| \| \| \| \| \| \| \| \| \| \| \| \| \| \| \| \| \| \| \| \| \| \| \| \| \| \| \| \| \| \| \| \| \| \| \| \| \| \| \| \| \| \| \| \| \| \| \| \| \| \| \| \| \| 6. Gilberto I de Gévaudan \| \| \| \| \| \| \| \| \| \| \| \| \| \| \| \| \| \| \| \| \| \| \| \| \| \| \| \| \| \| \| \| \| \| \| \| \| \| \| \| \| \| \| \| \| \| \| \| \| \| \| \| \| \| 26. Gilberto de Carlat \| \| \| \| \| \| \| \| \| \| \| \| \| \| \| \| \| \| \| \| \| \| \| \| \| \| \| \| \| \| \| \| \| \| \| \| \| \| \| \| \| \| \| \| \| \| \| \| \| \| \| \| \| \| 13. Adela de Carlat \| \| \| \| \| \| \| \| \| \| \| \| \| \| \| \| \| \| \| \| \| \| \| \| \| \| \| \| \| \| \| \| \| \| \| \| \| \| \| \| \| \| \| \| \| \| \| \| \| \| \| \| \| \| 27. Nobilia de Lodeve \| \| \| \| \| \| \| \| \| \| \| \| \| \| \| \| \| \| \| \| \| \| \| \| \| \| \| \| \| \| \| \| \| \| \| \| \| \| \| \| \| \| \| \| \| \| \| \| \| \| \| \| \| \| 3. Estefanía de Gévaudan \| \| \| \| \| \| \| \| \| \| \| \| \| \| \| \| \| \| \| \| \| \| \| \| \| \| \| \| \| \| \| \| \| \| \| \| \| \| \| \| \| \| \| \| \| \| \| \| \| \| \| \| \| \| 28. Guillermo II de Provenza \| \| \| \| \| \| \| \| \| \| \| \| \| \| \| \| \| \| \| \| \| \| \| \| \| \| \| \| \| \| \| \| \| \| \| \| \| \| \| \| \| \| \| \| \| \| \| \| \| \| \| \| \| \| 14. Godofredo I de Provenza \| \| \| \| \| \| \| \| \| \| \| \| \| \| \| \| \| \| \| \| \| \| \| \| \| \| \| \| \| \| \| \| \| \| \| \| \| \| \| \| \| \| \| \| \| \| \| \| \| \| \| \| \| \| 29. Gerberga de Borgoña \| \| \| \| \| \| \| \| \| \| \| \| \| \| \| \| \| \| \| \| \| \| \| \| \| \| \| \| \| \| \| \| \| \| \| \| \| \| \| \| \| \| \| \| \| \| \| \| \| \| \| \| \| \| 7. Gerberga de Provenza \| \| \| \| \| \| \| \| \| \| \| \| \| \| \| \| \| \| \| \| \| \| \| \| \| \| \| \| \| \| \| \| \| \| \| \| \| \| \| \| \| \| \| \| \| \| \| \| \| \| \| \| \| \| 30. Guillermo II de Marsella \| \| \| \| \| \| \| \| \| \| \| \| \| \| \| \| \| \| \| \| \| \| \| \| \| \| \| \| \| \| \| \| \| \| \| \| \| \| \| \| \| \| \| \| \| \| \| \| \| \| \| \| \| \| 15. Estefanía de Marsella \| \| \| \| \| \| \| \| \| \| \| \| \| \| \| \| \| \| \| \| \| \| \| \| \| \| \| \| \| \| \| \| \| \| \| \| \| \| \| \| \| \| \| \| \| \| \| \| \| \| \| \| \| \| 31. Acelina del Balzo \| \| \| \| \| \| \| \| \| \| \| \| \| \| \| \| \| \| \| \| \| \| \| \| \| \| \| \| \| \| \| \| \| \| \| \| \| \| \| \| \| \| \| \| \| \| \| \| \| \| \| \| |                              |  |  |  |  |  |  |  |  |  |  |  |  |  |  |  |
| |                              |  |  |  |  |  |  |  |  |  |  |  |  |  |  |  |
| | 16. Poncio II de Fox         |  |  |  |  |  |  |  |  |  |  |  |  |  |  |  |
| |                              |  |  |  |  |  |  |  |  |  |  |  |  |  |  |  |
| |                              |  |  |  |  |  |  |  |  |  |  |  |  |  |  |  |
| | 8. Hugo I del Balzo          |  |  |  |  |  |  |  |  |  |  |  |  |  |  |  |
| |                              |  |  |  |  |  |  |  |  |  |  |  |  |  |  |  |
| |                              |  |  |  |  |  |  |  |  |  |  |  |  |  |  |  |
| | 17. Profecta de Mariñán      |  |  |  |  |  |  |  |  |  |  |  |  |  |  |  |
| |                              |  |  |  |  |  |  |  |  |  |  |  |  |  |  |  |
| |                              |  |  |  |  |  |  |  |  |  |  |  |  |  |  |  |
| | 4. Guillermo del Balzo       |  |  |  |  |  |  |  |  |  |  |  |  |  |  |  |
| |                              |  |  |  |  |  |  |  |  |  |  |  |  |  |  |  |
| |                              |  |  |  |  |  |  |  |  |  |  |  |  |  |  |  |
| | 18. Guillermo I de Agoult    |  |  |  |  |  |  |  |  |  |  |  |  |  |  |  |
| |                              |  |  |  |  |  |  |  |  |  |  |  |  |  |  |  |
| |                              |  |  |  |  |  |  |  |  |  |  |  |  |  |  |  |
| | 9. Inauris de Apt            |  |  |  |  |  |  |  |  |  |  |  |  |  |  |  |
| |                              |  |  |  |  |  |  |  |  |  |  |  |  |  |  |  |
| |                              |  |  |  |  |  |  |  |  |  |  |  |  |  |  |  |
| | 19. Adelaida de Reillanne    |  |  |  |  |  |  |  |  |  |  |  |  |  |  |  |
| |                              |  |  |  |  |  |  |  |  |  |  |  |  |  |  |  |
| |                              |  |  |  |  |  |  |  |  |  |  |  |  |  |  |  |
| | 2. Raimundo del Balzo        |  |  |  |  |  |  |  |  |  |  |  |  |  |  |  |
| |                              |  |  |  |  |  |  |  |  |  |  |  |  |  |  |  |
| |                              |  |  |  |  |  |  |  |  |  |  |  |  |  |  |  |
| | 5. Vierne                    |  |  |  |  |  |  |  |  |  |  |  |  |  |  |  |
| |                              |  |  |  |  |  |  |  |  |  |  |  |  |  |  |  |
| |                              |  |  |  |  |  |  |  |  |  |  |  |  |  |  |  |
| | 1. Beltrán I del Balzo       |  |  |  |  |  |  |  |  |  |  |  |  |  |  |  |
| |                              |  |  |  |  |  |  |  |  |  |  |  |  |  |  |  |
| |                              |  |  |  |  |  |  |  |  |  |  |  |  |  |  |  |
| | 24. Ricardo II de Millau     |  |  |  |  |  |  |  |  |  |  |  |  |  |  |  |
| |                              |  |  |  |  |  |  |  |  |  |  |  |  |  |  |  |
| |                              |  |  |  |  |  |  |  |  |  |  |  |  |  |  |  |
| | 12. Bérenguer II de Millau   |  |  |  |  |  |  |  |  |  |  |  |  |  |  |  |
| |                              |  |  |  |  |  |  |  |  |  |  |  |  |  |  |  |
| |                              |  |  |  |  |  |  |  |  |  |  |  |  |  |  |  |
| | 25. Rixenda de Narbona       |  |  |  |  |  |  |  |  |  |  |  |  |  |  |  |
| |                              |  |  |  |  |  |  |  |  |  |  |  |  |  |  |  |
| |                              |  |  |  |  |  |  |  |  |  |  |  |  |  |  |  |
| | 6. Gilberto I de Gévaudan    |  |  |  |  |  |  |  |  |  |  |  |  |  |  |  |
| |                              |  |  |  |  |  |  |  |  |  |  |  |  |  |  |  |
| |                              |  |  |  |  |  |  |  |  |  |  |  |  |  |  |  |
| | 26. Gilberto de Carlat       |  |  |  |  |  |  |  |  |  |  |  |  |  |  |  |
| |                              |  |  |  |  |  |  |  |  |  |  |  |  |  |  |  |
| |                              |  |  |  |  |  |  |  |  |  |  |  |  |  |  |  |
| | 13. Adela de Carlat          |  |  |  |  |  |  |  |  |  |  |  |  |  |  |  |
| |                              |  |  |  |  |  |  |  |  |  |  |  |  |  |  |  |
| |                              |  |  |  |  |  |  |  |  |  |  |  |  |  |  |  |
| | 27. Nobilia de Lodeve        |  |  |  |  |  |  |  |  |  |  |  |  |  |  |  |
| |                              |  |  |  |  |  |  |  |  |  |  |  |  |  |  |  |
| |                              |  |  |  |  |  |  |  |  |  |  |  |  |  |  |  |
| | 3. Estefanía de Gévaudan     |  |  |  |  |  |  |  |  |  |  |  |  |  |  |  |
| |                              |  |  |  |  |  |  |  |  |  |  |  |  |  |  |  |
| |                              |  |  |  |  |  |  |  |  |  |  |  |  |  |  |  |
| | 28. Guillermo II de Provenza |  |  |  |  |  |  |  |  |  |  |  |  |  |  |  |
| |                              |  |  |  |  |  |  |  |  |  |  |  |  |  |  |  |
| |                              |  |  |  |  |  |  |  |  |  |  |  |  |  |  |  |
| | 14. Godofredo I de Provenza  |  |  |  |  |  |  |  |  |  |  |  |  |  |  |  |
| |                              |  |  |  |  |  |  |  |  |  |  |  |  |  |  |  |
| |                              |  |  |  |  |  |  |  |  |  |  |  |  |  |  |  |
| | 29. Gerberga de Borgoña      |  |  |  |  |  |  |  |  |  |  |  |  |  |  |  |
| |                              |  |  |  |  |  |  |  |  |  |  |  |  |  |  |  |
| |                              |  |  |  |  |  |  |  |  |  |  |  |  |  |  |  |
| | 7. Gerberga de Provenza      |  |  |  |  |  |  |  |  |  |  |  |  |  |  |  |
| |                              |  |  |  |  |  |  |  |  |  |  |  |  |  |  |  |
| |                              |  |  |  |  |  |  |  |  |  |  |  |  |  |  |  |
| | 30. Guillermo II de Marsella |  |  |  |  |  |  |  |  |  |  |  |  |  |  |  |
| |                              |  |  |  |  |  |  |  |  |  |  |  |  |  |  |  |
| |                              |  |  |  |  |  |  |  |  |  |  |  |  |  |  |  |
| | 15. Estefanía de Marsella    |  |  |  |  |  |  |  |  |  |  |  |  |  |  |  |
| |                              |  |  |  |  |  |  |  |  |  |  |  |  |  |  |  |
| |                              |  |  |  |  |  |  |  |  |  |  |  |  |  |  |  |
| | 31. Acelina del Balzo        |  |  |  |  |  |  |  |  |  |  |  |  |  |  |  |
| |                              |  |  |  |  |  |  |  |  |  |  |  |  |  |  |  |
| |                              |  |  |  |  |  |  |  |  |  |  |  |  |  |  |  |

## Descendencia
Beltrán y Tiburge tuvieron cinco hijos:
- Guillermo (ca. 1155 - Aviñón, 1218).
- Beltrán (muerto en 1201), señor de Berre, Meyrargues, Puyricard y Mariñán.
- Hugo (1173 - 1240), señor del Balzo y vizconde de Marsella.
- Tiburge del Balzo casada con Lambert Ademar de Monteil, señor de Montélimar (acrónimo de Ademar de Monteil).
- Hermelina del Balzo (muerta después de 1219) abadesa del monasterio San Salvador de Marsella.

| Predecesor: Título creado     | Príncipe de Orange 1173-1181 | Sucesor: Guillermo I del Balzo |
| Predecesor: Hugo II del Balzo | Señor del Balzo 1175-1181    | Sucesor: Hugo III del Balzo    |